# Municipio de Sauk Rapids
El municipio de Sauk Rapids (en inglés: Sauk Rapids Township) es un municipio ubicado en el condado de Benton en el estado estadounidense de Minnesota. En el año 2010 tenía una población de 584 habitantes y una densidad poblacional de 29,79 personas por km².

## Geografía
El municipio de Sauk Rapids se encuentra ubicado en las coordenadas 45°37′58″N 94°9′52″O / 45.63278, -94.16444. Según la Oficina del Censo de los Estados Unidos, el municipio tiene una superficie total de 19.6 km², de la cual 19,32 km² corresponden a tierra firme y (1,45 %) 0,28 km² es agua.

## Demografía
Según el censo de 2010, había 584 personas residiendo en el municipio de Sauk Rapids. La densidad de población era de 29,79 hab./km². De los 584 habitantes, el municipio de Sauk Rapids estaba compuesto por el 98,29 % blancos, el 0,34 % eran amerindios, el 0,34 % eran asiáticos, el 0,17 % eran isleños del Pacífico, el 0,17 % eran de otras razas y el 0,68 % eran de una mezcla de razas. Del total de la población el 1,54 % eran hispanos o latinos de cualquier raza.